# Organisatie ter Verbetering van de Binnenvisserij
De Organisatie ter Verbetering van de Binnenvisserij (OVB) was een publiekrechtelijke belangenvereniging, die in 1952 bij wet is opgericht en ruim 54 jaar het kennis- en adviescentrum op het gebied van zoetwatervisserij en visstandbeheer in Nederland was. In 2006 is de OVB gefuseerd met de NVVS, de Nederlandse Vereniging Van Sportvissersfederaties, die vóór de fusie 25 jaar de belangen van de Nederlandse sportvisserij behartigde. OVB en NVVS vormen nu samen Sportvisserij Nederland.
De OVB had als doel: "... de binnenvisserij te bevorderen (...) door het treffen, financieren en medefinancieren van maatregelen, waaronder voorlichtingsmaatregelen ter verbetering van de visstand, het welzijn van vissen, het aquatisch ecosysteem en het viswater, dan wel van andere maatregelen die de uitoefening van de binnenvisserij kunnen bevorderen."
Voorlichting over vissen en regelgeving rond de visserij was een van de activiteiten van de OVB. Zo gaf de OVB het "OVB-bericht" uit en is er ‒ nog steeds ‒ een website speciaal voor de jeugd, de "Vissenschool". 